# Parc d'Hollihaka
Le parc d'Hollihaka (finnois : Hollihaan puisto) est un espace vert du quartier Hollihaka à Oulu en Finlande .

## Présentation
Le parc d'Hollihaka  est le deuxième plus grand parc du centre d'Oulu.
Le parc couvre environ un tiers du quartier d'Hollihaka.
Le parc est bordé à l'ouest par l'estuaire du fleuve Oulujoki, au nord par l'ile Sonnisaari et la vieille ville en bois de Kuusiluoto, à l'est par la salle des sports d'Oulu et le jardin d'enfants d'Hollihaka, et au sud par les immeubles résidentiels de Puistokatu.
À côté de la salle de sport se trouve le parc de la circulation pour enfants ouvert en 1965.
Dans ce parc de la circulation, les enfants peuvent apprendre et pratiquer les comportements adaptés à la circulation avec l'aide de moniteurs, soit à pied, soit dans les chariots mis à disposition par le parc.
Le parc d'Hollihaka est traversé  par un piste cyclable qui va de Kuusiluoto au parc Kyösti Kallio.
La partie sud de la zone côtière de l'estuaire de l'Oulujoki est un port de plaisance disposant de 86 postes d'amarrage, de services de base pour la navigation de plaisance ainsi que d'un stockage d'hiver.

## Vues du parc

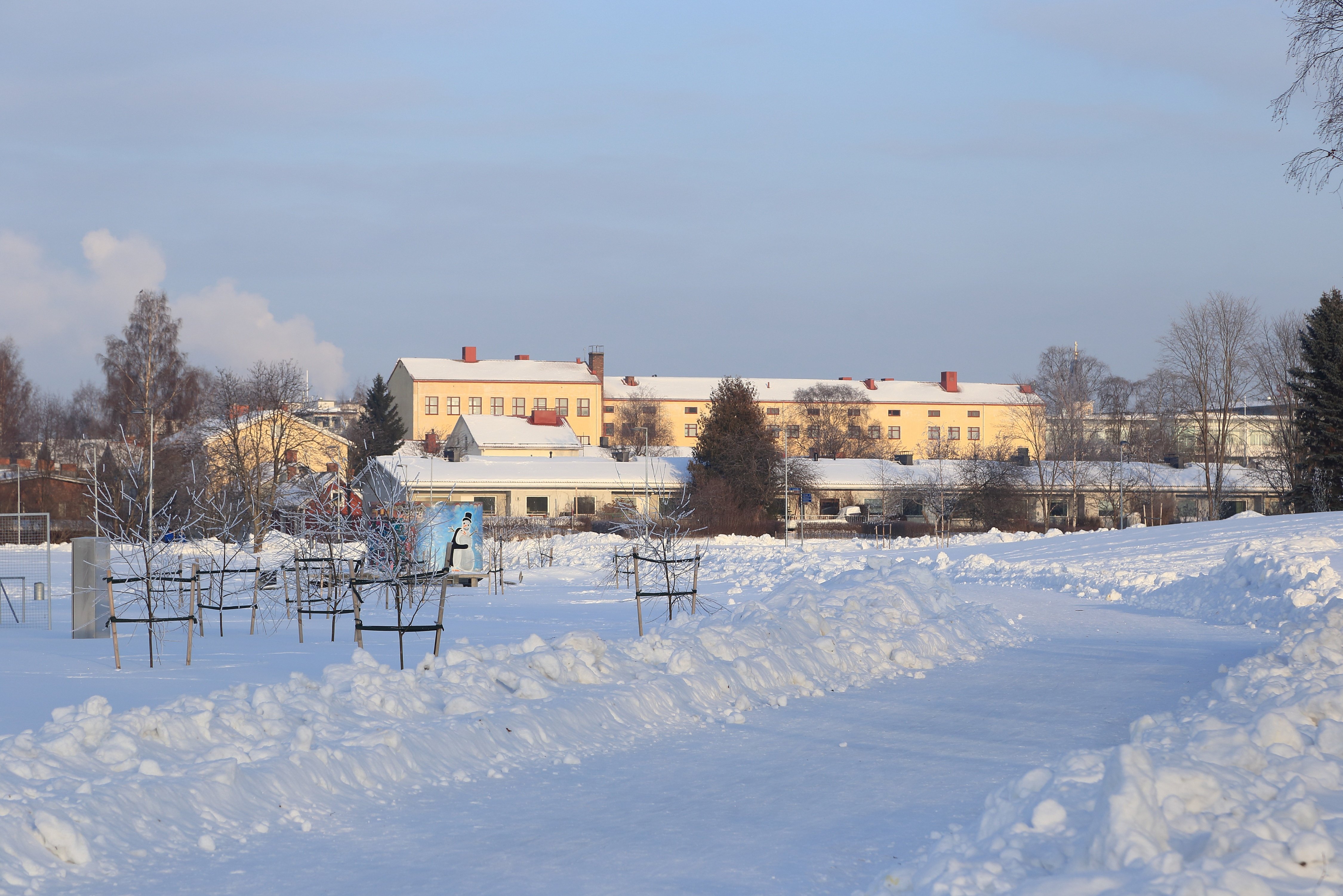
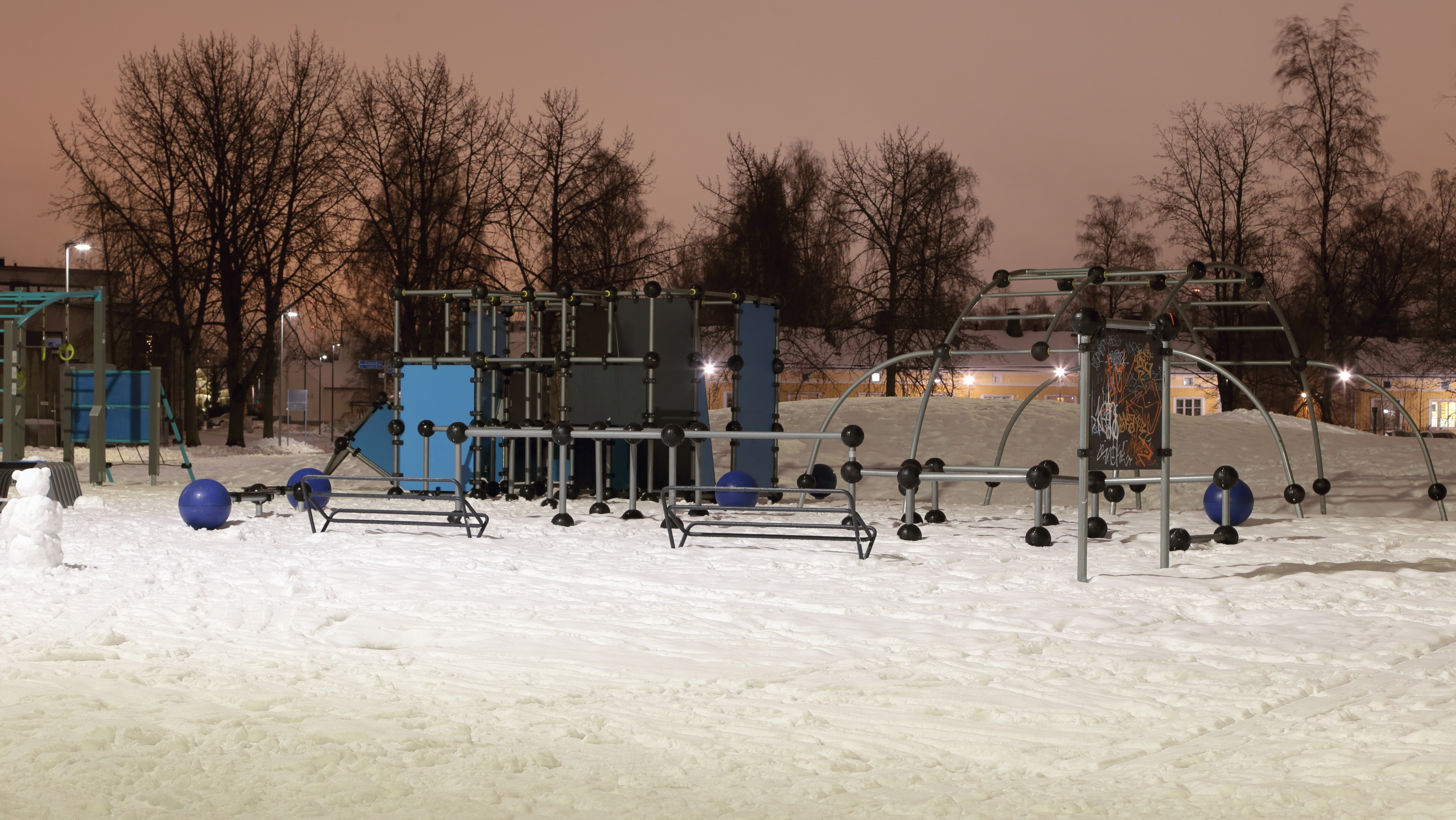
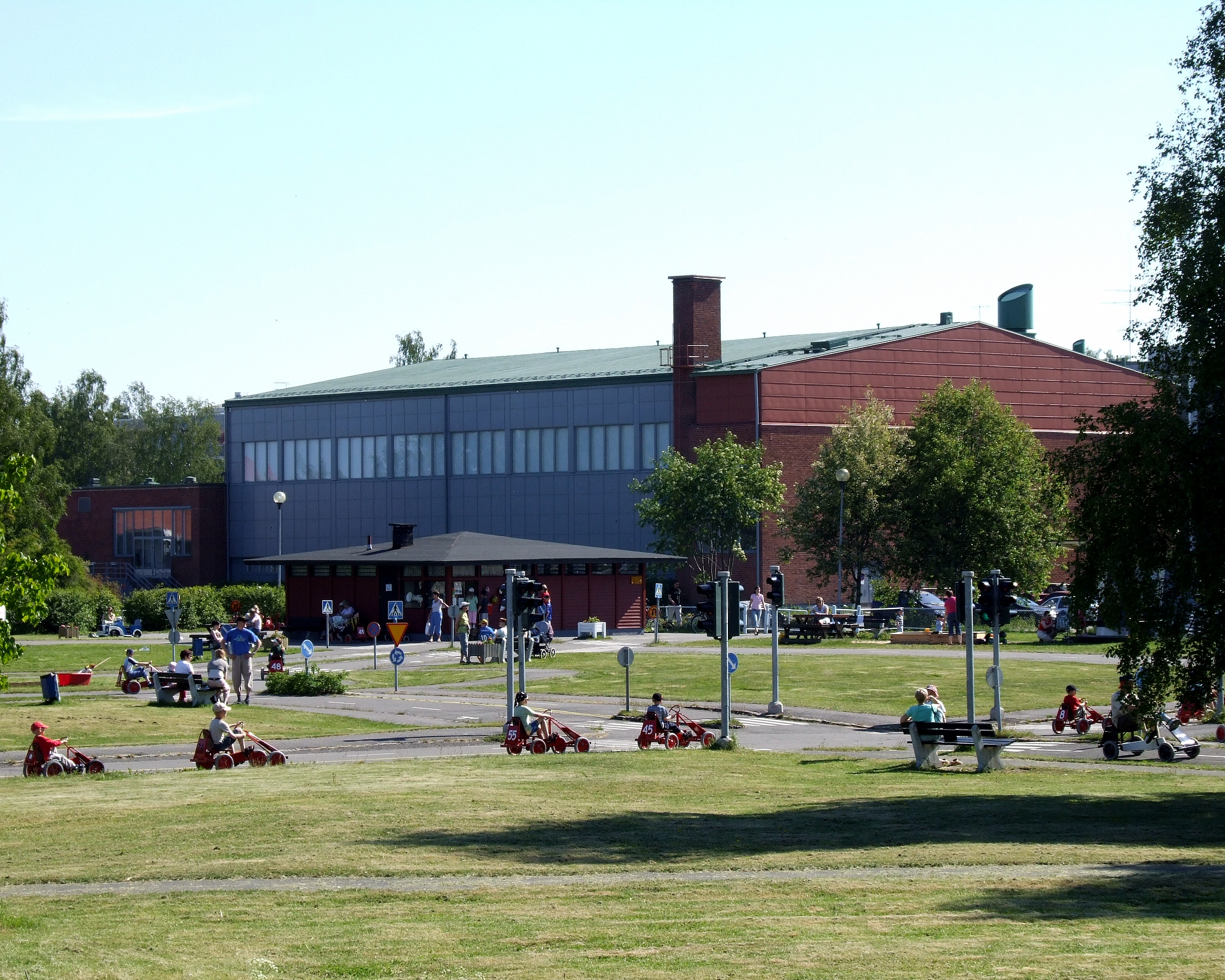
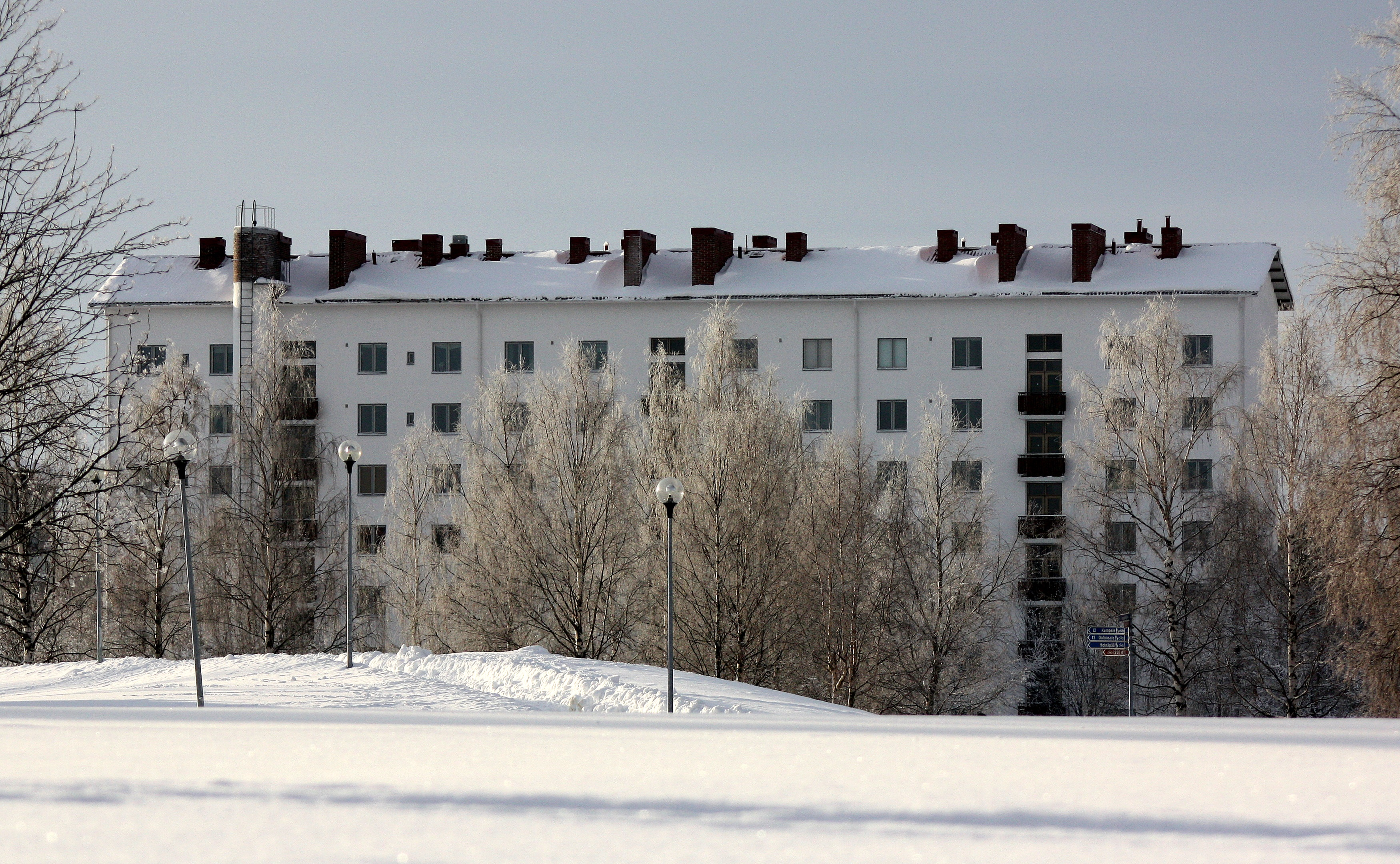